# Chillicothe (Texas)
Chillicothe is een plaats (city) in de Amerikaanse staat Texas, en valt bestuurlijk gezien onder Hardeman County.

## Demografie
Bij de volkstelling in 2000 werd het aantal inwoners vastgesteld op 798.
In 2006 is het aantal inwoners door het United States Census Bureau geschat op 730, een daling van 68 (-8,5%).

## Geografie
Volgens het United States Census Bureau beslaat de plaats een oppervlakte van
2,6 km², geheel bestaande uit land. Chillicothe ligt op ongeveer 427 m boven zeeniveau.

## Plaatsen in de nabije omgeving
De onderstaande figuur toont nabijgelegen plaatsen in een straal van 36 km rond Chillicothe.